# 360 kilomètres de Jerez 1986
Navigation
Édition suivante
Les 360 kilomètres de Jerez 1986 (officiellement appelé le  Trofeo Silk Cut ), disputées le 3 août 1986 sur le Circuit de Jerez ont été la sixième manche du Championnat du monde des voitures de sport 1986.

## La course

### Classement de la course
Voici le classement officiel au terme de la course,,,.
- Les premiers de chaque catégorie du championnat du monde sont signalés par un fond jaune.
- Pour la colonne Pneus, il faut passer le curseur au-dessus du modèle pour connaître le manufacturier de pneumatiques.
- Les voitures ne réussissant pas à parcourir 75% de la distance du gagnant sont non classées (NC).

| Pos  | Classe | no  | Écurie                                        | Pilotes                                        | Châssis                            | Pneus | Tours | Temps                 |
| Pos  | Classe | no  | Écurie                                        | Pilotes                                        | Moteur                             | Pneus | Tours | Temps                 |
| ---- | ------ | --- | --------------------------------------------- | ---------------------------------------------- | ---------------------------------- | ----- | ----- | --------------------- |
| 1    | C1     | 18  | Brun Motorsport                               | Oscar Larrauri Jesús Pareja                    | Porsche 962C                       | M     | 86    | 2 h 27 min 47 s 340   |
| 1    | C1     | 18  | Brun Motorsport                               | Oscar Larrauri Jesús Pareja                    | Porsche Type-935 2.6L Flat-6 Turbo | M     | 86    | 2 h 27 min 47 s 340   |
| 2    | C1     | 17  | Brun Motorsport                               | Frank Jelinski Walter Brun                     | Porsche 956                        | M     | 86    | + 35 s 900            |
| 2    | C1     | 17  | Brun Motorsport                               | Frank Jelinski Walter Brun                     | Porsche Type-935 2.6L Flat-6 Turbo | M     | 86    | + 35 s 900            |
| 3    | C1     | 52  | Silk Cut Jaguar                               | Jan Lammers Derek Warwick                      | Jaguar XJR-6                       | D     | 84    | + 2 tours             |
| 3    | C1     | 52  | Silk Cut Jaguar                               | Jan Lammers Derek Warwick                      | Jaguar 6.5L V12 Atmo               | D     | 84    | + 2 tours             |
| 4    | C1     | 9   | Obermaier Racing                              | Jürgen Lässig Fulvio Ballabio (en) Dudley Wood | Porsche 956                        | G     | 82    | + 4 tours             |
| 4    | C1     | 9   | Obermaier Racing                              | Jürgen Lässig Fulvio Ballabio (en) Dudley Wood | Porsche Type-935 2.6L Flat-6 Turbo | G     | 82    | + 4 tours             |
| 5    | C2     | 70  | Spice Engineering                             | Gordon Spice Ray Bellm                         | Spice SE86C                        | A     | 79    | + 7 tours             |
| 5    | C2     | 70  | Spice Engineering                             | Gordon Spice Ray Bellm                         | Ford Cosworth DFL 3.3L V8 Atmo     | A     | 79    | + 7 tours             |
| 6    | C2     | 75  | ADA Engineering                               | Evan Clements (de) Ian Harrower                | Gebhardt JC843                     | A     | 78    | + 8 tours             |
| 6    | C2     | 75  | ADA Engineering                               | Evan Clements (de) Ian Harrower                | Ford Cosworth DFL 3.3L V8 Atmo     | A     | 78    | + 8 tours             |
| 7    | C2     | 105 | Kelmar Racing                                 | Pasquale Barberio Maurizio Gellini             | Tiga GC85                          | A     | 77    | + 9 tours             |
| 7    | C2     | 105 | Kelmar Racing                                 | Pasquale Barberio Maurizio Gellini             | Ford Cosworth DFL 3.3L V8 Atmo     | A     | 77    | + 9 tours             |
| 8    | C1     | 33  | Danone Porsche España John Fitzpatrick Racing | Emilio de Villota Fermín Vélez                 | Porsche 956B                       | G     | 76    | + 10 tours            |
| 8    | C1     | 33  | Danone Porsche España John Fitzpatrick Racing | Emilio de Villota Fermín Vélez                 | Porsche Type-935 2.6L Flat-6 Turbo | G     | 76    | + 10 tours            |
| 9    | C1     | 66  | Cosmic Racing                                 | Costas Los Tiff Needell                        | March 84G                          | A     | 69    | + 17 tours            |
| 9    | C1     | 66  | Cosmic Racing                                 | Costas Los Tiff Needell                        | Porsche Type-935 2.6L Flat-6 Turbo | A     | 69    | + 17 tours            |
| 10   | C2     | 97  | Roy Baker Racing Tiga                         | Max Cohen-Olivar David Palmer                  | Tiga GC285                         | A     | 64    | + 22 tours            |
| 10   | C2     | 97  | Roy Baker Racing Tiga                         | Max Cohen-Olivar David Palmer                  | Ford Cosworth BDT 1.7L I4 Turbo    | A     | 64    | + 22 tours            |
| NC   | C2     | 72  | John Bartlett Racing                          | Robin Donovan Nick Adams                       | Bardon DB1                         | A     | 57    | + 29 tours            |
| NC   | C2     | 72  | John Bartlett Racing                          | Robin Donovan Nick Adams                       | Ford Cosworth DFL 3.3L V8 Atmo     | A     | 57    | + 29 tours            |
| Abd. | C2     | 89  | Martin Schanche Racing                        | Martin Schanche Torgye Kleppe                  | Argo JM19                          | G     | 75    | Filtre à essence      |
| Abd. | C2     | 89  | Martin Schanche Racing                        | Martin Schanche Torgye Kleppe                  | Zakspeed 1.9L Turbo I4 Turbo       | G     | 75    | Filtre à essence      |
| Abd. | C2     | 98  | Roy Baker Racing Tiga                         | "Pierre Chauvet" (en) David Andrews            | Tiga GC286                         | A     | 73    | Moteur                |
| Abd. | C2     | 98  | Roy Baker Racing Tiga                         | "Pierre Chauvet" (en) David Andrews            | Ford Cosworth BDT 1.7L I4 Turbo    | A     | 73    | Moteur                |
| Abd. | C1     | 51  | Silk Cut Jaguar                               | Martin Brundle Eddie Cheever                   | Jaguar XJR-6                       | D     | 40    | Arbre de transmission |
| Abd. | C1     | 51  | Silk Cut Jaguar                               | Martin Brundle Eddie Cheever                   | Jaguar 6.5L V12 Atmo               | D     | 40    | Arbre de transmission |
| Abd. | C1     | 53  | Silk Cut Jaguar                               | Gianfranco Brancatelli Jean-Louis Schlesser    | Jaguar XJR-6                       | D     | 12    | Arbre de transmission |
| Abd. | C1     | 53  | Silk Cut Jaguar                               | Gianfranco Brancatelli Jean-Louis Schlesser    | Jaguar 6.5L V12 Atmo               | D     | 12    | Arbre de transmission |
| Abd. | C2     | 99  | Roy Baker Racing Tiga                         | John Sheldon Thorkild Thyrring                 | Tiga GC286                         | A     | 12    | Problèmes électriques |
| Abd. | C2     | 99  | Roy Baker Racing Tiga                         | John Sheldon Thorkild Thyrring                 | Ford Cosworth BDT 1.7L I4 Turbo    | A     | 12    | Problèmes électriques |
| Abd. | C1     | 55  | Danone Porsche España John Fitzpatrick Racing | Adrián Campos Paco Romero (de)                 | Porsche 962C                       | G     | 7     | Accident              |
| Abd. | C1     | 55  | Danone Porsche España John Fitzpatrick Racing | Adrián Campos Paco Romero (de)                 | Porsche Type-935 2.6L Flat-6 Turbo | G     | 7     | Accident              |

## Pole position et record du tour
- Pole position :  Frank Jelinski (#17 Brun Motorsport) en 1 min 33 s 480
- Meilleur tour en course :  Oscar Larrauri (#18 Brun Motorsport) en 1 min 38 s 090

## À noter
- Longueur du circuit : 4,218 km
- Distance parcourue par les vainqueurs : 362,748 km